# Discografia di Melanie C
Questa è la discografia di Melanie C, contenente tutte le pubblicazioni ufficiali da solista della cantautrice pop britannica. In tutto ha pubblicato sette album, due DVD musicali, ventisei singoli, ventisei promo e colonne sonore e ventotto video musicali. Nella sua carriera ha venduto un totale di oltre 130 milioni di dischi, di cui più 100 milioni con le Spice Girls, che ne fanno il gruppo femminile di maggior successo di tutti i tempi e oltre 30 milioni di copie come solista, di cui 12,5 milioni a partire dal 2005 sotto la propria etichetta Red Girl che ne fanno l'artista solista femminile indie più venduta nella storia della musica.

## Album
| Anno | Titolo | Posizione | Posizione | Posizione | Posizione | Posizione | Posizione | Posizione | Certificazioni |
| Anno | Titolo | UK        | GER       | AUT       | NOR       | SVE       | SVI       | AUS       | Certificazioni |
| ---- | --- | --------- | --------- | --------- | --------- | --------- | --------- | --------- | --- |
| 1999 | Northern Star - Pubblicazione: 18 ottobre 1999 - Etichetta: Virgin - Formati: CD, download digitale - Vendite: 3 milioni di copie | 4         | 7         | 16        | 3         | 1         | 12        | 16        | - Certificazione BPI: triplo disco di platino - Certificazione IFPI Svizzera: disco d'oro - Certificazione ARIA: disco d'oro |
| 2003 | Reason - Pubblicazione: 10 marzo 2003 - Etichetta: Virgin - Formati: CD, digital download                                         | 5         | 13        | 39        | —         | 38        | 21        | —         | |
| 2005 | Beautiful Intentions - Pubblicazione: 11 aprile 2005 - Etichetta: Red Girl - Formati: CD, digital download                        | 24        | 15        | 12        | —         | 31        | 14        | —         | - Certificazione IFPI Svizzera: disco d'oro                                                                                  |
| 2007 | This Time - Pubblicazione: 2 aprile 2007 - Etichetta: Red Girl - Formati: CD, digital download                                    | 57        | 15        | 26        | —         | 48        | 8         | —         | - Certificazione IFPI Svizzera: disco d'oro                                                                                  |
| 2011 | The Sea - Pubblicazione: 4 settembre 2011 - Etichetta: Red Girl - Formati: CD, digital download                                   | 45        | 16        | 38        | —         | —         | 13        | —         | |
| 2012 | Stages - Pubblicazione: 9 settembre 2012 - Etichetta: Red Girl - Formati: CD, digital download                                    | 50        | —         | —         | —         | —         | —         | —         | |
| 2016 | Version of Me - Pubblicazione: 21 ottobre 2016 - Etichetta: Red Girl - Formati: CD, digital download                              | 25        | —         | —         | —         | —         | —         | —         | |
| 2020 | Melanie C - Pubblicazione 2 Ottobre 2020 - Etichetta: Red Girl - Formati: CD, Vinile, digital download, streaming                 | 8         | —         | —         | —         | —         | —         | —         | |

## Singoli
| Anno | Titolo                                     | Album                                      | Posizioni | Posizioni | Posizioni | Posizioni | Posizioni | Posizioni | Posizioni | Posizioni | Posizioni | Posizioni | Posizioni |
| Anno | Titolo                                     | Album                                      | UK        | IRE       | ITA       | GER       | SWI       | AT        | SWE       | SPA       | POL       | AUS       | DEN       |
| ---- | ------------------------------------------ | ------------------------------------------ | --------- | --------- | --------- | --------- | --------- | --------- | --------- | --------- | --------- | --------- | --------- |
| 1998 | When You're Gone (con Bryan Adams)         | On a Day Like Today (album di Bryan Adams) | 3         | —         | —         | —         | 11        | 14        | 8         | —         | —         | 4         | —         |
| 1999 | Goin' Down                                 | Northern Star                              | 4         | —         | —         | —         | —         | —         | —         | —         | —         | 25        | —>        |
| 1999 | Northern Star                              | Northern Star                              | 4         | —         | 17        | —         | 75        | —         | 7         | —         | —         | —         | —         |
| 2000 | Never Be the Same Again (feat. Lisa Lopes) | Northern Star                              | 1         | —         | 6         | —         | 3         | 3         | 1         | —         | —         | 2         | —         |
| 2000 | I Turn to You                              | Northern Star                              | 1         | —         | 15        | —         | 3         | 1         | 1         | —         | —         | 11        | —         |
| 2000 | If That Were Me                            | Northern Star                              | 18        | —         | —         | —         | 50        | 45        | 22        | —         | —         | 28        | —         |
| 2003 | Here It Comes Again                        | Reason                                     | 7         | 25        | 12        | 59        | 61        | 49        | 36        | —         | —         | 49        | 15        |
| 2003 | On the Horizon                             | Reason                                     | 14        | 34        | —         | 80        | —         | —         | —         | —         | —         | —         | —         |
| 2003 | Let's Love (solo in Giappone)              | Reason                                     | —         | —         | —         | —         | —         | —         | —         | —         | —         | —         | —         |
| 2003 | Melt/Yeh Yeh Yeh                           | Reason                                     | 27        | —         | —         | 63        | —         | —         | —         | —         | —         | —         | —         |
| 2005 | Next Best Superstar                        | Beautiful Intentions                       | 10        | 37        | —         | 32        | 25        | 45        | 31        | —         | —         | 41        | —         |
| 2005 | Better Alone                               | Beautiful Intentions                       | —         | —         | —         | 51        | 33        | 57        | —         | —         | —         | —         | —         |
| 2005 | First Day of My Life                       | Beautiful Intentions                       | —         | —         | —         | 1         | 1         | 2         | 9         | 1         | —         | —         | 18        |
| 2007 | The Moment You Believe                     | This Time                                  | —         | —         | —         | 15        | 14        | 28        | 18        | 1         | —         | —         | —         |
| 2007 | I Want Candy                               | This Time                                  | 24        | —         | 9         | —         | —         | —         | —         | —         | —         | —         | 9         |
| 2007 | Carolyna                                   | This Time                                  | 49        | —         | —         | 28        | 31        | 42        | —         | —         | —         | —         | —         |
| 2007 | This Time                                  | This Time                                  | —         | —         | —         | 69        | —         | —         | —         | —         | —         | —         | —         |
| 2008 | Understand                                 | This Time                                  | —         | —         | —         | —         | —         | —         | —         | —         | —         | —         | —         |
| 2011 | Rock Me                                    | The Sea                                    | —         | —         | —         | 38        | —         | —         | —         | —         | —         | —         | —         |
| 2011 | Think About It                             | The Sea                                    | 95        | —         | —         | 45        | 30        | 32        | —         | —         | 36        | —         | —         |
| 2011 | Weak                                       | The Sea                                    | —         | —         | —         | —         | —         | —         | —         | —         | —         | —         | —         |
| 2012 | I Know Him So Well (feat.Emma Bunton)      | Stages                                     | 153       | —         | —         | —         | —         | —         | —         | —         | —         | —         | —         |
| 2013 | Loving You (with Matt Cardle)              |                                            | 14        | 42        | —         | —         | —         | —         | —         | —         | —         | —         | —         |
| 2016 | Anymore                                    | Version of Me                              | 149       | —         | —         | —         | —         | —         | —         | —         | —         | —         | —         |
| 2016 | Dear Life                                  | Version of Me                              | —         | —         | —         | —         | —         | —         | —         | —         | —         | —         | —         |
| 2017 | Hold On                                    | Version of Me                              | —         | —         | —         | —         | —         | —         | —         | —         | —         | —         | —         |
| 2017 | Room for Love                              | Version of Me                              | —         | —         | —         | —         | —         | —         | —         | —         | —         | —         | —         |
| 2020 | Who I Am                                   | Melanie C                                  | —         | —         | —         | —         | —         | —         | —         | —         | —         | —         | —         |
| 2020 | Blame It On Me                             | Melanie C                                  | —         | —         | —         | —         | —         | —         | —         | —         | —         | —         | —         |
| 2020 | In And Out Of Love                         | Melanie C                                  | —         | —         | —         | —         | —         | —         | —         | —         | —         | —         | —         |
| 2020 | Into You                                   | Melanie C                                  | —         | —         | —         | —         | —         | —         | —         | —         | —         | —         | —         |

## Singoli promozionali e colonne sonore
- 1996 - Is this Love
- 1999 - Ga Ga
- 1999 - Suddenly Monday
- 1999 - Why
- 2000 - I Wonder What It Would Be like
- 2000 - I Turn to You (Hex Hector Radio Mix)
- 2000 - Never Be the Same Again Live MTV
- 2001 - Be the One
- 2002 - Independence Day
- 2002 - Reason
- 2003 - Positively Somewhere
- 2003 - Home
- 2004 - Beautiful Intention
- 2005 - Never Say Never
- 2005 - Last Night on Earth
- 2005 - Here and Now
- 2005 - Little Piece of Me
- 2005 - You'll Get Yours
- 2006 - Take Your Pleasure
- 2007 - I Want Candy Remix
- 2007 - Already Gone
- 2007 - What if I Stay
- 2007 - Understand
- 2007 - Protected
- 2007 - Your Mistake
- 2007 - Forever Again
- 2011 - Burn
- 2012 - I Don't Know How To Love Him
- 2012 - Both Sides Now
- 2014 - Cool As You (with Peter Aristone)
- 2016 - Numb (with Sons Of Sonix)
- 2017 - Room for love
- 2017 - High hells (with Sink The Pink)

## Altre
Queste canzoni sono state in pubblicazioni non strettamente legate all'artista.
| Anno | Canzone          | Album                |
| ---- | ---------------- | -------------------- |
| 1998 | When You're Gone | On a Day Like Today  |
| 2002 | Independence Day | Bend It Like Beckham |

## Video musicali
| Anno | Titolo                          | Regista               |
| ---- | ------------------------------- | --------------------- |
| 1998 | When You're Gone                | Marcus Nispel         |
| 1999 | Goin' Down                      | Giuseppe Capotondi    |
| 1999 | Northern Star                   | Steven Green          |
| 2000 | Never Be the Same Again         | Francis Lawrence      |
| 2000 | I Turn to You                   | Cameron Casey         |
| 2000 | If That Were Me                 | Cameron Casey         |
| 2003 | Here It Comes Again             | Charles Infante       |
| 2003 | On the Horizon                  | Howard Greenhalgh     |
| 2003 | Yeh Yeh Yeh                     | Ray Kay               |
| 2003 | Melt                            | Jamie Vickery         |
| 2005 | Next Best Superstar             | Ray Kay               |
| 2005 | Better Alone                    | Mary McCartney Donald |
| 2005 | First Day of My Life            | Nicolaj Georgiew      |
| 2006 | Better Alone (Versione tedesca) | Robert Broellochs     |
| 2007 | The Moment You Believe          | Tim Royes             |
| 2007 | I Want Candy                    | Tim Royes             |
| 2007 | Carolyna                        | Tim Royes             |
| 2007 | This Time                       | Adrian Moat           |
| 2008 | Understand                      |                       |

## Album video
| Anno | DVD                                                          |
| ---- | ------------------------------------------------------------ |
| 2006 | Live Hits - Data di uscita: 30 ottobre, 2006                 |
| 2009 | Live at the Hard Rock Cafe - Data di uscita: 29 giugno, 2009 |